# Niederorschel
Niederorschel este o comună din landul Turingia, Germania.